# Dąbrowa Środkowa
Dąbrowa Środkowa (niem. Mittel Dammer) – wieś w Polsce położona w województwie dolnośląskim, w powiecie lubińskim, w gminie Ścinawa. 
W latach 1975–1998 miejscowość administracyjnie należała do województwa legnickiego.